# Periophthalmus modestus
Periophthalmus modestus es una especie de peces de la familia de los Gobiidae en el orden de los Perciformes.

## Morfología
Los machos pueden llegar a alcanzar los 10 cm de longitud total.

## Distribución geográfica
Se encuentra desde el Vietnam hasta Corea y el sur del Japón.

## Observaciones
Es inofensivo para los humanos.